# Dannau
Dannau ist eine Gemeinde im Kreis Plön in Schleswig-Holstein.

## Geografie

### Geografische Lage
Das Gemeindegebiet von Dannau erstreckt sich im Bereich des Naturraums Ostholsteinisches Hügel- und Seenland (Haupteinheit Nr. 702) östlich von dem nach ihm benannten Dannauer See.

### Ortsteile
Neben dem namensgebenden Dorf Dannau befinden sich ebenfalls das weitere Dorf Gowens, die Häusergruppen Fichel, Grellenkamp, Heisch, Luxrade und Neuwetterade, sowie die Höfesiedlungen Gänsekrug, Gerstenkamp, Hahnenberg und Timmrade als weitere Wohnplätze im Gemeindegebiet.

### Nachbargemeinden
Direkt angrenzende Gemeindegebiete von Dannau sind:
|         | Giekau, Helmstorf                           |          |
| Rantzau | Kompassrose, die auf Nachbargemeinden zeigt | Högsdorf |
|         | Malente                                     |          |

### Geologie
Unter der Bezeichnung Dannauer See und Umgebung erstreckt sich ein Naturschutzgebiet in teilweise in die westliche Gemarkung hinein. Das Gesamtgebiet ist Teil des NATURA 2000-Schutzgebietes FFH-Gebiet Dannauer See und Hohensasel und Umgebung.

## Geschichte
Im Jahre 1286 wurde Dannau erstmals erwähnt, 1358 Gowens. Die Ursprünge der Siedlung sind vermutlich slawisch.
Ein Ehrenmal für die Gefallenen des Ersten Weltkrieges, das 1920 auf einem Hünengrab errichtet wurde, ist das Wahrzeichen der Gemeinde.
Im Jahre 1928 entstand die Gemeinde Dannau aus der Zusammenlegung der Dörfer Dannau und Gowens.

## Politik

### Gemeindevertretung
Bei der Kommunalwahl 2023 errang die Kommunale Wählervereinigung Dannau-Gowens erneut alle neun Sitze in der Gemeindevertretung. Die Wahlbeteiligung betrug 65,1 Prozent.

### Wappen
Blasonierung: „Von Silber und Blau im Wellenschnitt geteilt. Oben schräg gekreuzt eine rote Axt und ein roter Dreschflegel, unten in fächerartiger Anordnung eine begrannte goldene Gerstenähre zwischen zwei silbernen Eichenblättern.“

## Verkehr
Westlich von Dannau verläuft die Bundesstraße 430 zwischen Lütjenburg und Plön durch den Nachbarort Rantzau. In der Dorflage zweigt nach Osten die schleswig-holsteinische Landesstraße 55 in Richtung Malente ab. Sie führt kurz darauf durch die namensgebende Ortslage der Gemeinde Dannau, wo die abzweigende Kreisstraße 40 der Länge nach durch das Gemeindegebiet, die weiteren Ortslagen anbindet.

## Trivia
Der Dannauer See befindet sich trotz seines Namens in vollem Umfang in der Gemarkung der Nachbargemeinde Rantzau.